# Булхак (Унгенский район)
Булхак (рум. Bulhac, Булгак) — село в Унгенском районе Молдавии. Наряду с сёлами Чоропканы и Столничены входит в состав коммуны Чоропканы.

## География
Село расположено на высоте 69 метров над уровнем моря.

## Население
По данным переписи населения 2004 года, в селе Булхак проживает 229 человек (110 мужчин, 119 женщин).
Этнический состав села:
| Национальность | Число жителей | Процентный состав |
| -------------- | ------------- | ----------------- |
| украинцы       | 153           | 66.81             |
| молдаване      | 69            | 30.13             |
| русские        | 7             | 3.06              |
| Всего          | 229           | 100%              |